# Casto Moliner Roig
Casto Moliner Roig   (Benassal, 3 d'abril de 1908 - Barcelona, 13 de desembre de 1957), també escrit com Casto Moliné, fou un futbolista valencià de les dècades de 1920 i 1930.

## Trajectòria
Jugava a la posició de defensa esquerre. S'inicià en la pràctica del futbol als equips infantils de la UE Sants, passant posteriorment al primer equip. L'any 1928 marxà al València CF, però els drets federatius els tenia l'Espanyol, club pel que havia fitxat als 19 anys. Aquest fet provocà les impugnacions del Llevant FC i el Gimnàstic FC al campionat valencià, fet que s'arranjà amb el consentiment final de l'Espanyol. Acabada la temporada el RCD Espanyol se l'emportà de gira i ja no el tornà al València. Jugà tres temporades a l'Espanyol, de les quals fou titular a la defensa les dues darreres, disputant en total 36 partits de lliga a primera divisió. També disputà diversos partits amb la selecció de futbol de Catalunya els anys 1930 i 1931.
Posteriorment fou entrenador. Dirigí el Terrassa FC, on no finalitzà la temporada, essent substituït pel seu segon, Juan Bejarano. La temporada 1949-50 entrenà el Cadis CF a la Tercera Divisió, dirigint un total de 34 partits. Acabada la temporada retornà a Catalunya on entrenà el CF Torrassenc la temporada 1952-53. Va morir jove, a l'edat de 49 anys el 1957.